# Gall bankiva

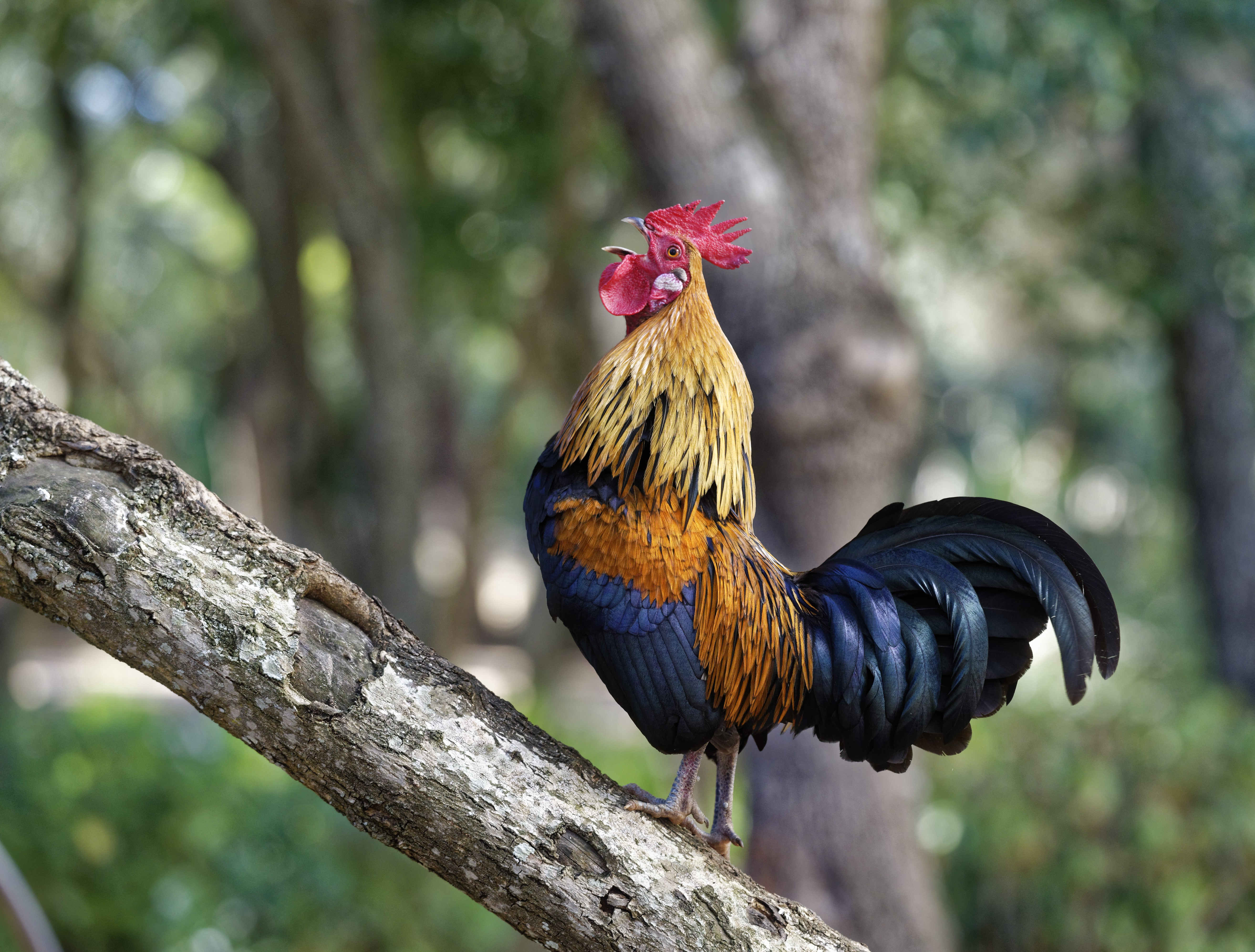
Exemplar mascle.

El gall bankiva (Gallus gallus) és una de les espècies de galls, que són ocells membres de la família dels fasiànids (Phasianidae). Es consideren avantpassats directes dels galls domèstics.

## Morfologia
Hi ha un alt grau de dimorfisme sexual. Els mascles són molt més grossos, tenen grans excrescències carnoses de color vermell al cap, una d'elles erecta sobre el capell, en forma de cresta. Plomes llargues i brillants, daurades i color bronze, que formen un mantell sobre l'esquena des del coll fins a la part posterior. La cua és llarga, arquejada que sembla negra, però amb brillantor blau, porpra i verd amb bona llum. Com els altres membres del gènere tenen llargs esperons a la part posterior de les potes.
El plomatge de la femella és el típic d'aquesta família, críptic i dissenyat per al camuflatge, ja que ella s'ocupa en solitari dels ous i els pollets. Tampoc té barbons carnoses o cresta al cap.

## Hàbitat i distribució
Són aus d'ambient selvàtic, que es distribueixen des del nord-est de l'Índia (on l'espècie pura s'ha mesclat molt amb les races domèstiques) cap a l'est fins al sud de la Xina i Malàisia, Filipines i Indonèsia. També es troben naturalitzats en diverses illes com ara les Hawaii, Christmas i Marianes, però en aquest cas són descendents salvatges del pollastres domèstics.

## Hàbits
Durant l'època d'aparellament, els mascles anuncien la seva presència amb el conegut cant de gall, que li val tant per atraure potencials parelles, com per avisar la seva presència a possibles competidors de cria.
Els mascles representen una parada en presència de les femelles, consistent en demostrar la trobada d'aliments en terra, a més de lleugeres contraccions del coll. Repetidament deixa aliment a terra, que és recollit per les femelles, de vegades directament des del bec del mascle. Hi ha successives còpules.

## Alimentació
Són omnívors i s'alimenten d'insectes, llavors i fruites incloses les cultivades, com les de la palmera de l'oli.
Els vols es limiten pràcticament als necessaris per accedir als dormidors, als arbres, o alguna zona alta, o per escapar d'un perill immediat durant el dia.

## Llistat de subespècies
Se n'han descrit diverses subespècies:
- Gallus gallus bankiva Temminck 1813, propi de Java.
- Gallus gallus gallus (Linnaeus) 1758, propi d'Indoxina occidental.
- Gallus gallus jabouillei  A.Delacour et Kinnear 1928, propi del Vietnam.
- Gallus gallus murghi Robinson et Kloss 1920, propi de l'Índia.
- Gallus gallus spadiceus (Bonnaterre) 1792, propi de Birmània.

S'ha descrit també Gallus gallus domesticus, que inclouria tots el galls domèstics. Modernament s'ha apuntat la possibilitat que en la gènesi del gall domèstic haja intervingut també algun grau d'hibridació, amb el gall gris (Gallus sonneratii).